# Anicius Hermogenianus Olybrius
Anicius Hermogenianus Olybrius (fl. 395-395/414) était un homme politique de l'Empire romain.

## Biographie

### Origine
Anicius Hermogenianus Olybrius est le fils de Sextus Claudius Petronius Probus et de sa femme Anicia Faltonia Proba. Il est le petit-fils, par sa mère, de Quintus Clodius Hermogenianus Olybrius, consul en 378, et l'arrière-petit-fils de la poétesse chrétienne Faltonia Betitia Proba.
Son frère est Anicius Petronius Probinus.

### Carrière
Il est nommé consul en 395 en même temps que son frère par l'empereur Théodose Ier après sa victoire contre l'usurpateur Eugène à la bataille de la Rivière froide.
Son panégyrique est composé par le poète païen Claudien.

### Famille
Il s'est marié avec Anicia Juliana, fille d'Anicius Auchenius Bassus, préfet de l'Urbs en 382/383, et de sa femme Aurelia. Ils ont eu : 
- Sainte Démétrias (religieuse ca. 413, décédée en Rome en 440/461),
- et Anicius Probus, préteur en 424, x Adelphia, dont : 
  - l'empereur (472) Olybrius (Anicius Olybrius), x Æelia Galla Placidia la Jeune, fille de Valentinien III, arrière-arrière-petite-fille de Théodose Ier et de Valentinien Ier, et petite-fille de Théodose II (voir le tableau de l'article Arcadius), dont : 
    - Anicia Juliana, x Flavius Areobindus Dagalaiphus, consul en 506, d'où : 
      - Anicius Olybrius (Junior), consul, jeune enfant, en 491 (voir son tableau généalogique), x Irène, fille de Flavius Paulus (frère de l'empereur Anastase) et de Magna (petite-fille de l'empereur (455) Pétrone Maxime ? ; mais MedLands, contre Settipani, dit que Magna serait la sœur de Paulus et de l'empereur Anastase, et que son mari est inconnu ?), et père de : 
        - Proba, x Anicius Probus (Junior), consul en 525, ci-dessous

      - Areobindus, marié à Georgia :
        - ce sont les parents de Probus, décédé en 542, marié avec Aviena, fille ou proche parente de Rufius Magnus Faustus Avienus et de sa femme Barbara (fille de Romulus Augustule ?), d'où probablement :
          - Proba, femme de Rogas, Libyen :
            - Fabia Eudocia, première femme de l’empereur Héraclius : Postérité...

  - et Anicius Probus, vir consularis, père de : 
    - Anicius Olybrius, préfet du prétoire en 503 et neveu de l'empereur Olybrius ci-dessus : 
      - père d'une fille qui fut la mère du pape Vigile,
      - et probable père de Flavius Anicius Probus (Junior), consul en 525, x Proba ci-dessus, d'où : 
        - Flavia Juliana (née vers 533), x Anastasius (fils de Flavius Anastasius Paulus Probus Sabinianus Pompeius, consul en 517 et petit-neveu de l'empereur Anastase, et de sa femme Theodora, née v. 515, fille naturelle de l'impératrice Théodora), dont : 
          - Areobindus, probable père de : 
            - Anastasia Areobinda, femme du curopalate Petrus, frère de l'empereur Maurice : 
              - possibles parents de Flavia Juliana, nièce de l'empereur Maurice, peut-être mariée à Athanagilde (II), fils d'Herménégilde : d'où Ardabast, qui serait le père du roi wisigoth Ervige ?

          - Placidia Anastasia (née en 552), femme de Jean Mystacon, fils d'Artabanès ?...